# Mandirola rupestris
Mandirola rupestris är en tvåhjärtbladig växtart som först beskrevs av George Gardner, och fick sitt nu gällande namn av Roalson och Boggan. Mandirola rupestris ingår i släktet Mandirola och familjen Gesneriaceae. Inga underarter finns listade i Catalogue of Life.

## Bildgalleri

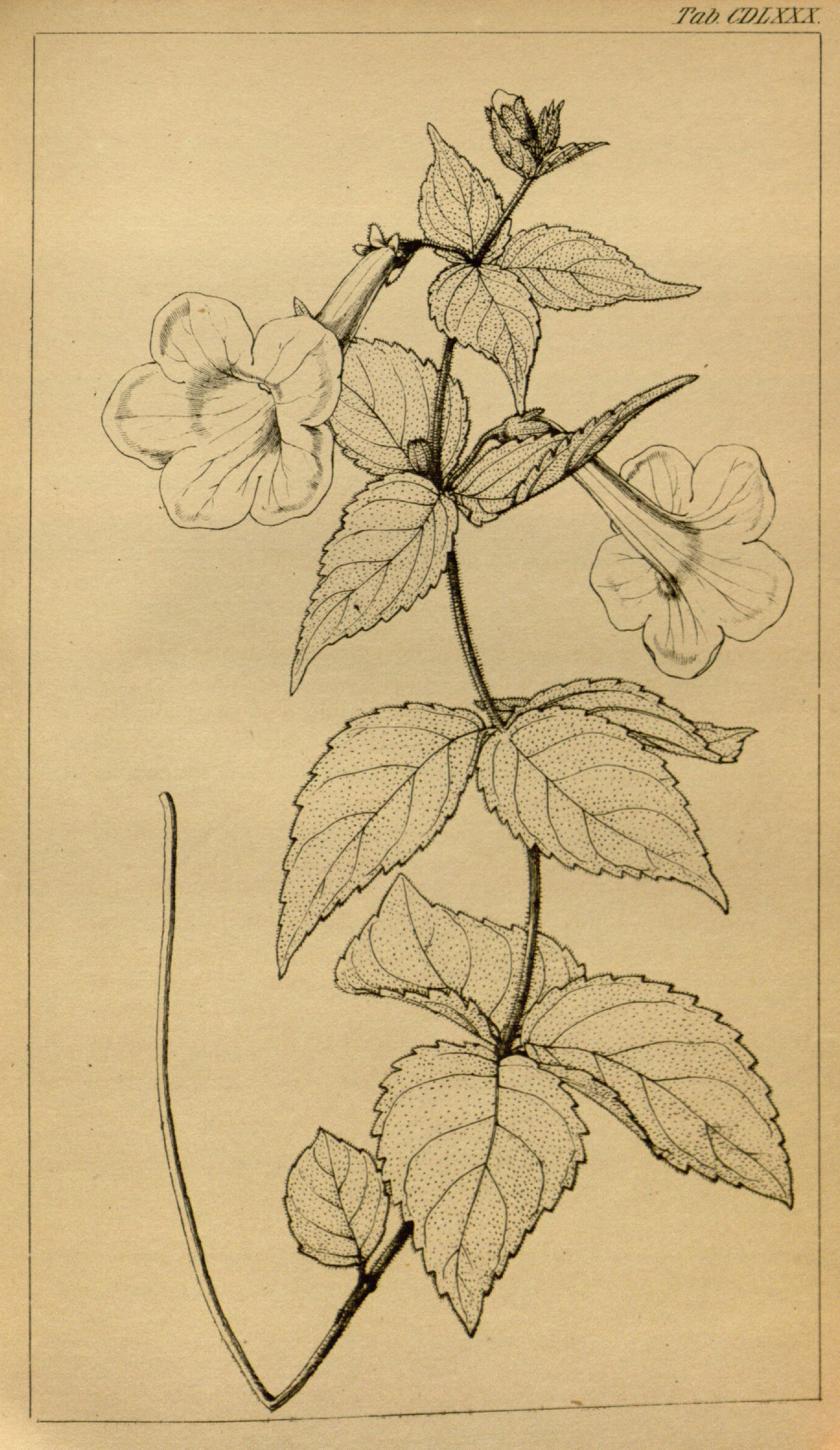